# Nikola Kovačević
Pour les articles homonymes, voir Kovačević.
Nikola Kovačević (en serbe : Никола Ковачевић, né le 14 février 1983 à Kraljevo, alors en RFS de Yougoslavie) est un joueur serbe de volley-ball. Il mesure 1,93 m et joue réceptionneur-attaquant. Il totalise 130 sélections en équipe de Serbie.

## Biographie
Son frère Uroš est également joueur international serbe de volley-ball.

## Clubs
| Club                     | De        | À         |
| ------------------------ | --------- | --------- |
| Ribnica Kraljevo         | 1998-1999 | 2002-2003 |
| Étoile rouge de Belgrade | 2003-2004 | 2005-2006 |
| GC Lamia                 | 2006-2007 | 2006-2007 |
| Ombrie Volley            | 2007-2008 | 2008-2009 |
| Aris Salonique           | 2009-2010 | 2009-2010 |
| Top Volley Latina        | 2010-2011 | 2010-2011 |
| Goubernia Nijni Novgorod | 2011-2012 | 2011-2012 |
| Resovia Rzeszów          | 2012-2013 | 2012-2013 |
| Oural Oufa               | sep 2013  | mar 2014  |
| Blu Volley Vérone        | mar 2014  | mai 2014  |
| Shanghai Fudan           | jui 2014  | fév 2015  |
| Paris Volley             | fév 2015  | 2015      |
| Lokomotiv Novossibirsk   | 2015-2016 | 2015-2016 |
| Berlin RV                | 2016      | 2016      |
| Paykan Téhéran           | 2017      | 2017      |
| Rennes Volley 35         | 2017      | 2017      |
| Arcada Galați            | 2018      | 2018      |
| Chemik Bydgoszcz         | 2018-2019 | ...       |

## Palmarès

### En équipe nationale
- Ligue mondiale
  - Finaliste : 2008, 2009, 2015
- Championnat d'Europe (1)
  - Vainqueur : 2011

### En club
- Championnat de Pologne (1)
  - Vainqueur : 2013
- Championnat de Serbie-et-Monténégro (1)
  - Vainqueur : 2003
- Coupe de Pologne
  - Finaliste : 2013
- Championnat de Chine (1)
  - Vainqueur : 2015
- Championnat de France
  - Finaliste : 2015
- Championnat d'Iran
  - Finaliste : 2017
- Supercoupe de Roumanie (1)
  - Vainqueur : 2017
- Championnat de Roumanie (1)
  - Finaliste : 2018

### Distinctions individuelles
- Meilleur attaquant du championnat d'Europe 2011